# Prix sportif national Slava
Le prix sportif national Slava est une récompense décernée annuellement de 2003 à 2008 aux sportifs russes ayant marqué la saison sportive écoulée dans plusieurs catégories.
Le prix est créé par l'Académie des grandes performances sportives Slava, composées de personnalités du monde du sport (sportifs, entraîneurs et journalistes) ainsi que de personnalités culturelles et scientifiques. La cérémonie a lieu au Théâtre académique de l'Armée russe à Moscou , en avril ou en mai.

## Palmarès
| Année / Catégorie            | 2003                            | 2004                     | 2005                                      | 2006                                 | 2007                                    | 2008                                 |
| ---------------------------- | ------------------------------- | ------------------------ | ----------------------------------------- | ------------------------------------ | --------------------------------------- | ------------------------------------ |
| Meilleur sportif             | Aleksey Yagudin                 | Aleksandr Popov          | Yuriy Borzakovskiy                        | Aleksandr Zoubkov                    | Evgeni Plushenko                        | Stanislav Pozdniakov                 |
| Meilleure sportive           | Svetlana Feofanova              | Alina Kabaeva            | Yelena Isinbayeva                         | Yelena Isinbayeva                    | Svetlana Ichmouratova                   | Tatyana Lebedeva                     |
| Meilleure équipe masculine   | Équipe de Russie de Coupe Davis | Équipe de Russie de boxe | Quatre de couple d'aviron                 | FK CSKA Moscou                       | Équipe de Russie de Coupe Davis         | Équipe de Russie de basket-ball      |
| Meilleure équipe féminine    | -                               | -                        | Équipe de Russie de natation synchronisée | Équipe de Russie de handball féminin | Équipe de Russie de volley-ball         | Équipe de Russie de handball féminin |
| Meilleur entraîneur          | Shamil Tarpischev               | Nikolaï Khromov          | Tatiana Pokrovskaia                       | Irina Viner                          | Alexeï Michine                          | Evgeny Trefilov                      |
| Révélation de l'année        | Mikhaïl Ivanov[Lequel ?]        | Yelena Isinbayeva        | Yelena Slesarenko                         | Olga Kapranova                       | Ievgueni Dementiev                      | Yuliya Efimova                       |
| Fair-play                    | Irina Karavaeva                 | Natalia Pisareva         | Alexei Nemov                              | Olga Kapranova                       | Albert Demtchenko                       | Fedor Emelianenko                    |
| « Soif de vaincre »          | Mikhail Youzhny                 | Bouvaïssar Saïtiev       | Denis Nizhegorodov                        | Irina Sloutskaïa                     | Iekaterina Gamova                       | Gleb Galperine                       |
| « Surpassement »(handisport) | Aleksandr Frolov                | Tanatakane Boukine       | Olga Sokolova                             | Igor Slotnikov                       | Lioubov Vassiliev et Vladimir Kisseliov | Elena Pautova et Andreï Lebedinski   |
| « Légende »                  | Larissa Latynina                | Aleksandr Ragouline      | Lidia Skoblikova                          | Nikita Simonian et Aleksei Paramonov | Nina Romashkova et Arkady Vorobyov      | Lidia Ivanova et Valentin Ivanov     |

Une récompense nommée « Ailes de la gloire » est remise à l'aviatrice Svetlana Kapanina en 2007.
Irina Rodnina, triple championne olympique et présidente de l'Académie des grandes performances sportives Slava, annonce la suppression du pris en 2009, le soutien du gouvernement n'étant pas assuré après le changement de ministre des sports.